# Alistair Brownlee
Alistair Brownlee (Dewsbury, 23 aprile 1988) è un triatleta britannico, campione olimpico a Londra 2012 e Rio de Janeiro 2016.

## Carriera
Alistair è stato educato alla Bradford Grammar School. Si è laureato in Fisiologia e Sport nel 2009 all'Università di Leeds. Sta, ora, studiando ad un Master in Finanza alla Leeds Metropolitan University.
È stato introdotto al triathlon in giovane età da suo zio, Simon Hearnshaw, assiduo frequentatore delle competizioni di triathlon in Inghilterra. Da junior, è arrivato secondo al Campionato inglese di corsa campestre e ha vinto il titolo di campione regionale dello Yorkshire in diverse occasioni.
È membro del club di triathlon della Leeds Metropolitan University.
Ha due fratelli, Edward e Jonathan. Suo fratello minore Jonathan Brownlee è un triatleta che ha vinto i Campionati Europei Juniores ed è arrivato secondo al Campionato del mondo di triathlon, categoria junior, nel 2009.
Alistair Brownlee ha rappresentato nel triathlon la Gran Bretagna alle Olimpiadi di Pechino del 2008, finendo al 12º posto e primo tra i britannici.
Alistair Brownlee ha vinto i Campionati del mondo di triathlon del 2009, arrivando primo a tutte e cinque le gare della stagione ITU World Championship Series in cui ha gareggiato: Madrid, Washington DC, Kitzbuhel, Londra e la Grand Finale di Gold Coast.
È divenuto il primo triatleta ad aggiudicarsi i titoli mondiali di triathlon in tutte e tre le categorie: élite, under 23 e junior.
Nel 2010, dopo un infortunio che lo ha tenuto fuori dai campi di gara, è tornato a gareggiare nella terza gara della serie dei campionati del mondo di triathlon prevista a Madrid, vincendo davanti all'australiano Courtney Atkinson e allo svizzero Sven Riederer. Ai campionati europei di triathlon di Athlone vince la medaglia d'oro 40" davanti allo spagnolo Francisco Javier Gómez Noya, argento, e al francese David Hauss, bronzo.
Il 7 agosto 2012 si è laureato campione olimpico di triathlon ai Giochi olimpici di Londra. Quattro anni dopo, il 18 agosto 2016 si è riconfermato campione olimpico ai Giochi olimpici di Rio de Janeiro.

## Titoli
- Campione olimpico di triathlon (Élite) - 2012, 2016
- Campione del mondo di triathlon (Élite) - 2009
- Campione del mondo di triathlon (Under 23) - 2008
- Campione del mondo di triathlon (Junior) - 2006
- Campione europeo di triathlon (Junior) - 2007
- Campione europeo di duathlon (Junior) - 2006